# رابطة الشريف هاشم للثقافة والتراث

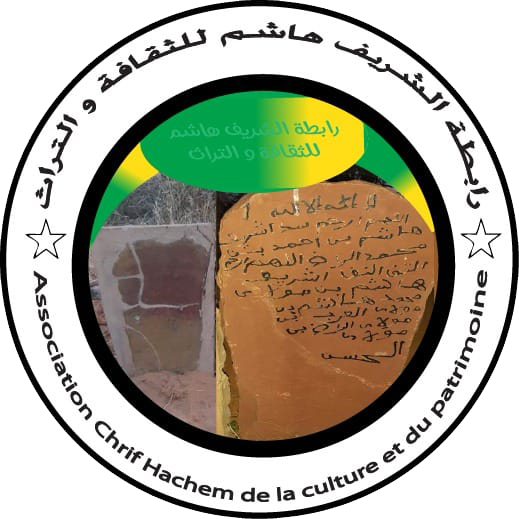

تأسست رابطة الشريف هاشم للثقافة والتراث سنة 2023 بتشريع من وزارة الداخلية الموريتانية, وتعنى هذه الرابطة بنشر الثقافة العربية والاسلامية و المحافظة على التراث والتعريف بهذه الأسرة.